# Casa de Romania
La Casa de Romania és la dinastia reial que succeeix la branca romanesa de la Casa de Hohenzollern-Sigmaringen que va governar Romania entre 1866 i 1947. La casa reial romanesa era coneguda antigament com a "Casa de Hohenzollern-Sigmaringen". El 10 de maig de 2011, en un context de demandes interposades pels seus familiars i relatius a Alemanya i per temors expressats per alguns que els Hohenzollerns alemanys que poguessin reclamar la successió a la prefectura a la casa reial romanesa, el rei Miquel I de Romania va trencar tots els llaços històrics i dinàstics amb la principesca Casa de Hohenzollern-Sigmaringen, va canviar el nom de la família a "Casa de Romania" i va renunciar a tots els títols conferits a ell i a la seva família pels Hohenzollerns alemanys.
La família utilitza el lema Nihil Sine Deo (en català, Res sense Déu). Pau Felip de Hohenzollern s'oposa a la decisió del rei Miguel de trencar els llaços amb la Casa de Hohenzollern.

## Rei dels romanesos
Carles I de Romania (20 d'abril de 1839 - 27 de setembre de [O.S.] / 10 d'octubre de 1914 [N. S.]), nascut "Príncep Karl de Hohenzollern-Sigmaringen" va regnar com a príncep i després com a Rei dels romanesos des de 1866 a 1914.
Ferran I de Romania (24 d'agost de 1865 - 20 de juliol de 1927) va ser Rei dels romanesos des de 1914 fins a 1927.
Carles II de Romania (15 d'octubre/16 d'octubre de 1893 - 4 d'abril de 1953) va regnar com a Rei dels romanesos des del 8 de juny de 1930 fins al 6 de setembre de 1940. Va ser el primer membre de la família reial de Romania que va ser batejat segons el ritu ortodox.
Miquel I de Romania (25 d'octubre de 1921-5 de desembre de 2017) va ser l'últim Rei dels romanesos (romanès: Maiestatea Sa Mihai I Regele Românilor, literalment "La seva Majestat Miguel I Rei dels Romanesos") va regnar entre el 20 de juliol de 1927 i el 8 de juny de 1930, i novament entre el 6 de setembre de 1940, fins que va ser obligat a abdicar pels comunistes recolzats per ordres de Ióssif Stalin a les forces d'ocupació soviètiques el 30 de desembre de 1947. És l'antic posseïdor del deposat tron de Romania i és el cap de la Casa de Romania, el nom de la qual va canviar de Casa de Hohenzollern-Sigmaringen de Romania en 2011.